# 玄武門駅
玄武門駅（げんぶもん-えき）は中華人民共和国江蘇省南京市玄武区ににある、南京地下鉄1号線の駅である。。

## 駅構造
島式ホーム1面2線の地下駅。出口は4箇所ある。

## 駅周辺
- 玄武湖公園
- 江蘇展覧館
- 玄武飯店
- 湖南路歩行街

## 歴史
- 2005年8月12日 - 開業。

## 隣の駅
南京地下鉄
■1号線
新模範馬路駅 - 玄武門駅 - 鼓楼駅